# 任国栋 (人大代表)
任国栋（1922年—1996年），山西绛县人，中华人民共和国政治人物。
担任黑龙江省肇源县公安局局长、县委组织部部长、县长、县委书记。1954年，当选第一届全国人民代表大会代表。